# I Am Groot
I Am Groot is een Amerikaanse superheldenserie gebaseerd op de Marvel Comics, geproduceerd door Marvel Studios en gedistribueerd door Walt Disney Motion Pictures, bestaande uit twee seizoenen met elk 5 verschillende shorts.
De serie is geregisseerd door Kirsten Lepore, en verscheen op de streamingdienst Disney+. De serie speelt zich af in het Marvel Cinematic Universe, en is geproduceerd door Marvel Studios. De televisieserie bestaat uit shorts over het hoofdpersonage Baby Groot, die wederom weer is ingesproken door Vin Diesel. Ook keert Bradley Cooper terug in een twee shorts als de stem van Rocket Raccoon.
Het eerste seizoen van de televisieserie verscheen op 10 augustus 2022 op Disney+. Het tweede seizoen verscheen op 6 augustus 2023.

## Rolverdeling
| Acteur / Actrice  | Personage                         | Notitie | Seizoen  | Seizoen  |
| Acteur / Actrice  | Personage                         | Notitie | 1        | 2        |
| ----------------- | --------------------------------- | --- | -------- | -------- |
| Vin Diesel        | Baby Groot                        | Een lid van de Guardians of the Galaxy van de soort Flora Colossus en bondgenoot van Rocket Raccoon. | Hoofdrol | Hoofdrol |
| Bradley Cooper    | Rocket Raccoon                    | Een lid van de Guardians of the Galaxy, een experiment die lijkt op een wasbeer. | Bijrol   | Bijrol   |
| Trevor Devall     | Iwua                              | Een wezel die van gedaante kan wisselen, onder andere in Groot. | Gastrol  |          |
| James Gunn        | Wrist Watch Voice                 | De stem van het systeem van een horloge. | Gastrol  |          |
| Fred Tatasciore   | Drax the Destroyer                | Een lid van de Guardians of the Galaxy, die kort verschijnt terwijl hij aan het douchen is. | Gastrol  |          |
| Jeffrey Wright    | Uatu the Watcher                  | Een lid van het buitenaardse Watcher-ras, dat het multiversum observeert en af en toe ingrijpt in gebeurtenissen daarin. Verscheen eerder in de animatieserie What If...?, als de verteller van de afleveringen. |          | Bijrol   |
| Dee Bradley Baker | Terma Baby Bird / Terma Mama Bird | De vogeltjes op de planeet die Groot bezoekt. Een van de baby vogels hield hij kort als huisdier. |          | Gastrol  |

In beide seizoenen worden de overige stemmen ingesproken door Fred Tatasciore. Verder worden in het eerste seizoen de overige stemmen ingesproken door Terri Douglas, Kaitlyn Robrock, Kari Wahlgren, Scott Menville, Matthew Wood en Bob Bergen.

## Afleveringen

### Seizoen 1
| Nr. | Titel               | Regisseur      | Schrijver(s)   | Releasedatum     |
| --- | ------------------- | -------------- | -------------- | ---------------- |
| 1   | Groot's First Steps | Kirsten Lepore | Kirsten Lepore | 10 augustus 2022 |
| 2   | The Little Guy      | Kirsten Lepore | Kirsten Lepore | 10 augustus 2022 |
| 3   | Groot's Pursuit     | Kirsten Lepore | Kirsten Lepore | 10 augustus 2022 |
| 4   | Groot Takes a Bath  | Kirsten Lepore | Kirsten Lepore | 10 augustus 2022 |
| 5   | Magnum Opus         | Kirsten Lepore | Kirsten Lepore | 10 augustus 2022 |

### Seizoen 2
| Nr. | Titel                        | Regisseur      | Schrijver(s)   | Releasedatum     |
| --- | ---------------------------- | -------------- | -------------- | ---------------- |
| 1   | Are You My Groot?            | Kirsten Lepore | Kirsten Lepore | 6 september 2023 |
| 2   | Groot Noses Around           | Kirsten Lepore | Kirsten Lepore | 6 september 2023 |
| 3   | Groot's Snow Day             | Kirsten Lepore | Kirsten Lepore | 6 september 2023 |
| 4   | Groot's Sweet Treat          | Kirsten Lepore | Kirsten Lepore | 6 september 2023 |
| 5   | Groot and the Great Prophecy | Kirsten Lepore | Kirsten Lepore | 6 september 2023 |